# محمد علي الهاني
محمد علي بن عبد القادر الهاني شاعر ومؤلف تونسي

## حياته
- ولد عام 1949 بمدينة توزر جنوب تونس.
- أنهى تعليمه الابتدائي في توزر, والثانوي بقفصة وتونس العاصمة.

عمل مساعداً بيداغوجيّاً, و منشط بدار الثقافة بتونس.
عضو اتحاد الكتاب التونسيين منذ 1980 , واللجنة الجهوية للثقافة بتوزر, ونادي الشعر بتوزر, ورئيس المنتخب الجهوي للتربية والثقافة بتوزر .
- شارك في العديد من الملتقيات والندوات الشعرية محليا و دوليا .

## دواوينه الشعرية
- الجرح المسافر 1980 - أهازيج (للأطفال) 1983 - ارسم وطناً (للأطفال) 1989 - أينعت في دمي وردة 1989 - كل الدروب تؤدي إلى نخلة 1997.
- تعامل مع العديد من الكتاب و الأدباء و الشعراء التونسيين و العرب.
- ترجمت بعض قصائده إلى اللغات الروسية والسلوفاكية والفرنسية و الصينية و غيرها .

## مؤلفاته
فسحة لغوية (للأطفال).

## جوائز
حصل على عدة جوائز منها: جائزة الدولة التشجيعية (أدب الأطفال) 1983, وجائزة خمسينية الشابي 1984, والجائزة الأولى, في المسابقة الوطنية لأنشودة الطفل 1992, وجائزة مفدي زكريا الشعرية المغاربية 1996, وجائزة الملكة نور الحسين لأدب الأطفال في مجال الشعر 1998.